# Parlamentswahl in der Republik Zypern 2011
- AKEL: 19
- EDEK: 5
- KOP: 1
- DIKO: 9
- DISY: 20
- Evroko: 2

Die Parlamentswahl in der Republik Zypern 2011 zum Repräsentantenhaus fand am 22. Mai 2011 statt.

## Ergebnisse
Bei der Wahl legten die beiden großen Parteien AKEL (Kommunisten) und DISY (konservativ) zu; DIKO verlor leicht. DISY wurde mit 34,3 Prozent der Stimmen stärkste Partei und hält 20 von 56 Sitzen im Parlament, AKEL 19 (32,7 Prozent), DIKO 9, EDEK 5, EVROKO 2, Grüne 1 Sitz. Insgesamt gaben von 531.393 Wahlberechtigten 418.181 Personen ihre Stimme ab, was einer Wahlenthaltung von 21,3 Prozent entspricht (in Zypern besteht Wahlpflicht, Zuwiderhandlungen werden jedoch nicht verfolgt).
Das zyprische Abgeordnetenhaus wählte am 2. Juni 2011 den Vorsitzenden der EDEK (Sozialisten), Yiannakis Omirou, mit den Stimmen der damaligen Opposition (DISY, EDEK, EVROKO sowie ein DIKO-Abweichler) zu seinem neuen Präsidenten.

## Sitzverteilung

Verteilung kurz vor der Wahl 2016:
DISY (20)
Evroko (1)
AKEL (19)
DIKO (8)
EDEK (5)
SYPOL (1)
KOP (1)
Parteiloser (1)

Im Folgenden die Änderung der Sitzverteilung aufgrund der Wahl 2011:
| Abkürzung | Griechischer Name                  | Deutscher Name                            | Ausrichtung                         | Sitze 2006 | Sitze 2011 |
| --------- | ---------------------------------- | ----------------------------------------- | ----------------------------------- | ---------- | ---------- |
| DISY      | Dimokratikos Synagermos            | Demokratische Sammlung                    | konservativ, christdemokratisch     | 18         | 20         |
| AKEL      | Anorthotiko Komma Ergazomenou Laou | Fortschrittspartei des werktätigen Volkes | kommunistisch                       | 18         | 19         |
| DIKO      | Dimokratiko Komma                  | Demokratische Partei                      | liberal, nationalistisch            | 11         | 09         |
| EDEK      | Kinima Sosialdimokraton            | Bewegung der Sozialdemokraten             | sozialdemokratisch, nationalistisch | 05         | 05         |
| Evroko    | Evropaiko Komma                    | Europäische Partei                        | zentristisch, nationalistisch       | 03         | 02         |
| KOP       | Kinima Oikologon Perivallontiston  | Ökologie und Umwelt Bewegung              | grün, nationalistisch               | 01         | 01         |

## Gesamtergebnis
| Partei                 | Partei                                                                             | Stimmen | %      | ±      | Sitze | ±   |
|                        | Dimokratikos Synagermos (Demokratische Sammlung)                                   | 138.682 | 34,28  | +3,94  | 20    | +2  |
|                        | Anorthotiko Komma Ergazomenou Laou (Fortschrittspartei des werktätigen Volkes)     | 132.171 | 32,67  | +1,54  | 19    | +1  |
|                        | Dimokratiko Komma (Demokratische Partei)                                           | 63.763  | 15,76  | −2,22  | 9     | −2  |
|                        | Kinima Sosialdimokraton EDEK (Bewegung der Sozialdemokraten)                       | 36.113  | 8,93   | −0,03  | 5     | ±0  |
|                        | Evropaiko Komma (Europäische Partei)                                               | 15.711  | 3,88   | −1,91  | 2     | −1  |
|                        | Kinima Oikologon Perivallontiston (Ökologische und Umweltbewegung)                 | 8.960   | 2,21   | +0,25  | 1     | ±0  |
|                        | Ethniko Laiko Metopo (Nationale Volksfront)                                        | 4.354   | 1,08   | neu    | 0     | neu |
|                        | Laiko Sosialistiko Kinima (Sozialistische Volksbewegung)                           | 2.667   | 0,66   | +0,43  | 0     | ±0  |
|                        | Zygos – Kinima Anexartiton Politon (Waage – Unabhängige Bürgerbewegung)            | 859     | 0,21   | neu    | 0     | neu |
|                        | Kypriaki Proodeftiki Synergasia (KYPROS) (Zypern Progressive Cooperation (ZYPERN)) | 709     | 0,18   | neu    | 0     | neu |
|                        | Unabhängige                                                                        | 588     | 0,15   | −0,14  | 0     | ±0  |
| Gültige Stimmen        | Gültige Stimmen                                                                    | 404.577 | 100,00 | –      | 56    | 0   |
| Ungültige Stimmen      | Ungültige Stimmen                                                                  | 8.701   | 2,08   | –      | –     | –   |
| Leere Wahlzettel       | Leere Wahlzettel                                                                   | 4.969   | 1,19   | –      | –     | –   |
| Abgestimmt/Beteiligung | Abgestimmt/Beteiligung                                                             | 418.247 | 78,70  | −10,30 | –     | –   |
| Nichtteilnahme an Wahl | Nichtteilnahme an Wahl                                                             | 113.216 | 21,30  | +10,30 | –     | –   |
| Registrierte Wähler    | Registrierte Wähler                                                                | 531.463 | –      | –      | –     | –   |